# 尧茂书
尧茂书（1950年4月1日—1985年7月24日），男，四川乐山人，1985年6月准备漂流长江，1985年7月24日因触礁而身亡。

## 生平
尧茂书原本在中國的西南交通大學任電教攝影師，自1978年起開始任職。挑戰漂流长江，是因为他偶然看到美国《地理》杂志的一篇关于日本探险家植村直己只身一人第一次结束亚马逊河的漂流的文章。此事打动了他，他想“日本人都能出国去漂流，中国人为什么不能？”抱着这样的想法，尧茂书做起了准备。1980年，尧茂书给了信给中国国家体育总局，欲组建一只漂流队去探索长江，并称自己会加入，但未得到回复。随后，他写了《关于对长江进行漂流探险和拍摄工作的报告》，指出了他准备漂流长江沿途的资料，并称自己自1985年8月到10月要漂流长江。1984年年底，尧茂书得到了美国人肯·沃伦(Ken Warren)要于1985年9月漂流长江的计划，他再一次跟中国国家体育总局申请获得帮助，但仍未回复。遂尧茂书准备将漂流计划提前到1985年9月。尧茂书在漂流前怕自己遇难后，怀有身孕的妻子难改嫁，就让妻子打掉孩子。

## 各方援助尧茂书
尧茂书因为缺乏资金，便在全中国游说，随后得到了援助。下面是援助名单。
- 上海潜水装备厂：提供当时的最新产品“BJ-1型保温救生服”。
- 重庆长江橡胶厂：设计制造了两艘加厚型橡皮艇给他。
- 成都峨眉电影厂：借给他一台16mm摄影机。
- 乐山科艺影像公司：借款7000元，并借给其一套玛米亚相机和一架美能达相机

随后，尧茂书计划和朋友去，但他的朋友被他们的家人阻拦。只有他的哥哥尧茂江帮助他。1985年5月29日，尧茂书向单位请假去漂流，他们先坐火车去了格尔木，随后去青海雁石坪。到了雁石坪后，他们向当地的一位副书记请求援助，遂得到2匹马和4头牦牛。

## 漂流过程
1985年6月11日，尧茂书和尧茂江到了各拉丹冬雪山山脚，当时尧茂书穿着画有“中国长江”的服饰，头戴绣有英汉双语的“中国长江”的防寒帽，让尧茂江给他拍照。1985年6月20日，他们结束了对长江源的摄像以后，就给船只“龙的传人号”打气，在纳钦曲正式漂流。6月23日，他们到达沱沱河岸边。24日，尧茂书的假期已满，遂尧茂书让尧茂江捎信回去，让其妻子不要等他。随后，尧茂书进入了无人区，经历过复杂的气候，使尧茂书的身体变凉了，还经历了泥石流和狼群。一天，尧茂书上岸摄影，一只棕熊占据了橡皮筏，把船上的东西弄得所剩无几。2天后，尧茂书遇到游牧的牧民，买了他的糍粑和牛肉干才得以幸存。
7月6日，尧茂书进入了通天河，风浪开始变大，他凭着自己的意念躲过了风浪；7月15日，他被当地藏民发现，当时正在膜拜圣灵，大家见他感到惊奇，把他拥簇到扎西寺，他们听完了尧茂书的讲诉后，就念了消灾经，要他继续漂流；7月24日，由于金沙江的浪急，使他触礁而死。

## 尧茂书去世后各方反应
尧茂江回去后，公众均在议论此事。1985年7月24日，尧茂书于漂流金沙江通伽峡时遇难。尧茂书死后，支持他的行为的公众认为，他是大胆尝试新鲜事物，反对他的行为的公众认为，他是想成名，在作秀。
- 肯·沃伦(Ken Warren)：表示不理解，说：中国人如果到美国漂流密西西比河，是不会遭到反对的。
- 当地政府：在四川乐山的乐山大佛对面的艄公嘴给尧茂书立一座雕像，政府负责维修和保养。2002年，雕像被迁移到一处人少的地方。